# لودويغ فرانك
لودويغ فرانك (و. 1874 – 1914 م) هو سياسي، ومحامي ألماني، كان عضوًا في الحزب الديمقراطي الاجتماعي الألماني، توفي عن عمر يناهز 40 عاماً.

## مناصب
تولى منصب عضو مجلس النواب الألماني للإمبراطورية الألمانية ‏
- Member of the Second Chamber of the Diet of the Grand Duchy of Baden ‏

.